# Jan Hartelust
Jan Hartelust (Ede, 9 maart 1854 – Velp, 28 februari 1938) was een Nederlandse classicus en docent. Hij verwierf internationale bekendheid door zijn onderzoekswerk naar de zestiende-eeuwse humanist Macropedius.

## Leven

### Opleiding en loopbaan
Hartelust was een zoon van kostschoolhouder Willem Hartelust (1825-1903) en Wilhelmina Swanenburg (1830-1873). Na zijn middelbare schoolopleiding studeerde hij letteren aan de Universiteit Leiden. Nog voor zijn afstuderen werd hij in 1879 benoemd tot leraar aan het gymnasium van de stad Groningen. In 1888 nam hij ontslag en aanvaardde hij een benoeming tot leraar in de oude talen aan het Utrechts Stedelijk Gymnasium. In 1902 promoveerde Hartelust aan de Universiteit Utrecht tot doctor in de klassieke letteren op een studie naar de toneelschrijver Macropedius.
Een jaar later werd hij gekozen tot lid van de Sectie letterkunde, wijsbegeerte en geschiedenis van het Provinciaal Utrechts Genootschap van Kunsten en Wetenschappen. In 1910 volgde zijn benoeming tot conrector van het Stedelijk Gymnasium. Na het bereiken van de toenmalige leeftijdsgrens van 65 jaar werd de aanstelling van Hartelust nog twee keer met een jaar verlengd, vanwege het 'voortreffelijk onderwijs' dat hij gaf. Op zijn verzoek kreeg Hartelust op 1 september 1922 eervol ontslag als leraar. Na zijn pensionering vestigsde hij zich te Velp waar hij op 26 maart 1938 overleed.

### Privé
Hartelust trouwde op 25 juni 1907 in Utrecht met zijn nicht Catharina Schilthuis (1858-1903), dochter van graanhandelaar Jan Schilthuis en Maria Swanenburg.

## Betekenis
Hartelust werd internationaal bekend door zijn dissertatie, getiteld De dictione Georgii Macropedii, die in boekvorm werd uitgegeven. Het betreft een studie naar de Nederlandse humanist Georgius Macropedius (1487-1558), de grootste Latijnse toneelschrijver van de zestiende eeuw. Macropedius publiceerde zijn toneelstukken toen hij rector was van de Hieronymusschool, de voorloper van het Utrechts Gymnasium. De toneelstukken van Macropedius werden na zijn overlijden nog lange tijd opgevoerd in veel Europese steden. In het midden van de zeventiende eeuw raakte Macropedius in de vergetelheid.
Aan het eind van de negentiende eeuw leefde de belangstelling voor hem op, met name aan Duitse en Engelse universiteiten. Hartelust was de eerste Nederlandse wetenschapper die een bijdrage leverde aan de herontdekking van Macropedius. In zijn proefschrift nam hij een editie op van het toneelstuk Petriscus en maakte hij een studie van het taalgebruik van Macropedius. Hij schreef zijn dissertatie in het Latijn en latiniseerde daarbij zelfs zijn voornaam in Ianus. Zijn studie werd geciteerd in publicaties van vrijwel alle andere wetenschappers die Macropedius na hem bestudeerden, zoals Thomas W. Best (hoogleraar Universiteit van Virginia), P.M.N. Bot (promovendus Radboud Universiteit), Henk Giebels (historicus en publicist), R.R. Post (hoogleraar Radboud Universiteit), H.P.M. Puttiger (promovendus Radboud Universiteit), Frans Slits (classicus en publicist) en J.A. Worp (letterkundige, historicus en publicist).
- International Standard Name Identifier: 0000 0003 9443 4987
- Nederlandse Thesaurus van Auteursnamen: 124686109
- Système universitaire de documentation: 114908397
- Virtual International Authority File: 204923227